# Mar de l'Arxipèlag
El Mar de l'Arxipèlag (en finès: Saaristomeri i en suec: Skärgårdshavet) forma part del Mar Bàltic i es troba entre el Golf de Bòtnia i el Golf de Finlàndia, en aigües territorials fineses. El mar té el major arxipèlag del món en nombre d'illes, tot i que són molt petites i es troben agrupades en una zona reduïda. El mar és d'escassa profunditat, amb un calat mitjà de 23 m. La majoria dels canals no permeten la navegació de grans vaixells.

## Geologia

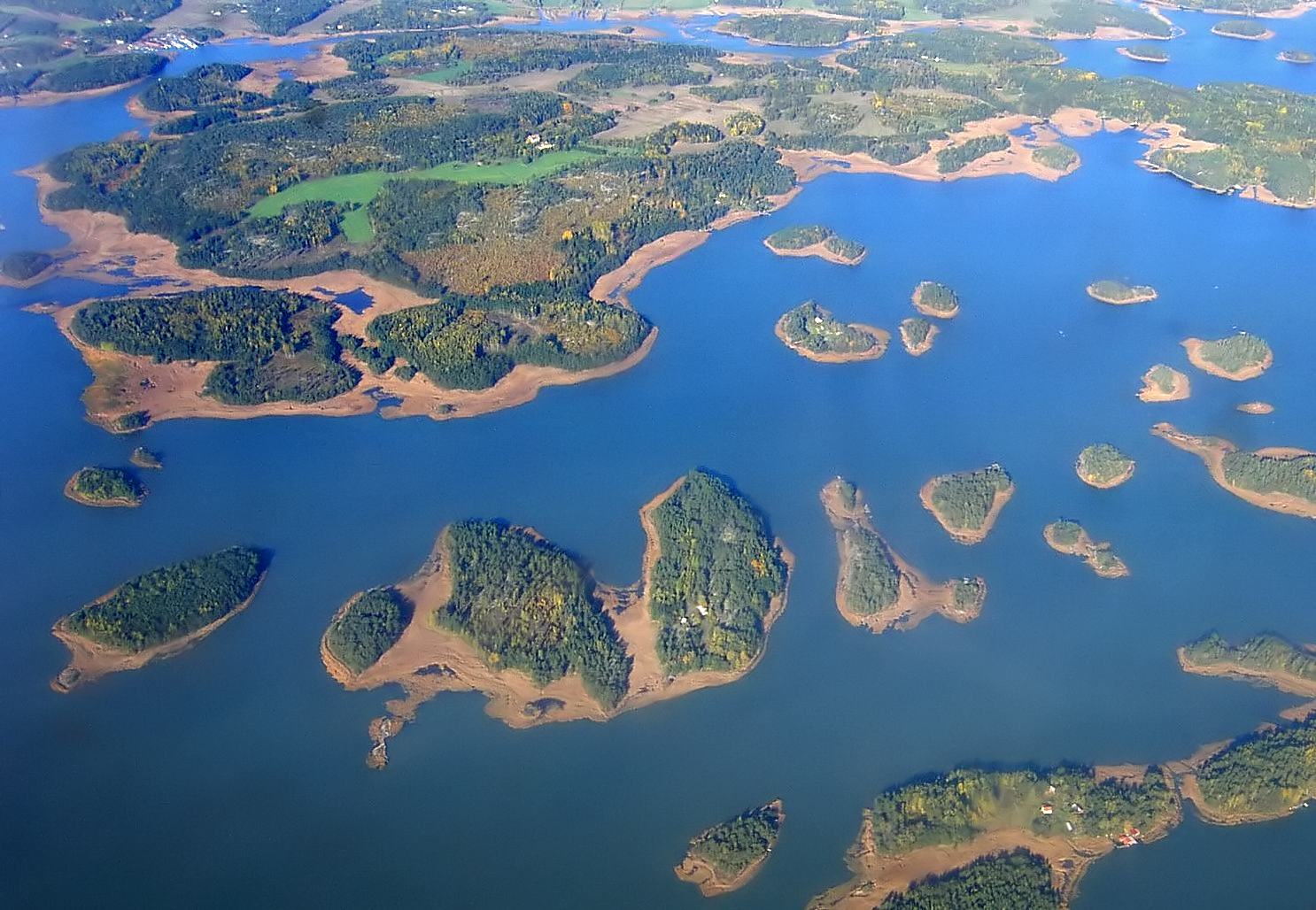
La zona interna de l'arxipèlag està plena de boscos

El Mar de l'Arxipèlag compta amb un gran nombre d'illes. El nombre exacte depèn de quina sigui la definició del terme illa, ja que les dimensions de les part de terra sobreeixida varien des de roques que estan sobre l'aigua fins a grans masses de terra en s'assenten diversos poblets o pobles. Hi ha 257 illes en aquest mar, amb una superfície major d'1 km² i unes 18.000 més grans a 0,5 ha. Si es compten totes les roques i afloracions deshabitades, és a dir, es compten illes, illots i penyes, el nombre augmenta fins a unes 50.000. En comparació Indonèsia compta amb entre 13.000 i 18.000 illes. La superfície es divideix entre els arxipèlags interiors i exteriors, els arxipèlags exteriors consisteixen principalment en illes més petites i deshabitades. L'arxipèlag té una àrea aproximadament triangular amb les ciutats de Mariehamn, Uusikaupunki i Hanko en els angles.
Les illes van començar a emergir del mar poc temps després del final de l'última glaciació. El procés denominat rebot postglacial, encara continua, amb l'aparició de nous illots i illes i amb el creixement de superfície i/o altura de les que ja existeixen. El ritme actual de sobreeiximent és de 4 a 10 mil·límetres anuals. Les illes estan principalment formades per roques molt dures de granit i gneiss, per això l'erosió és molt més lenta que el procés de sobreeiximent.

## Demografia i administració

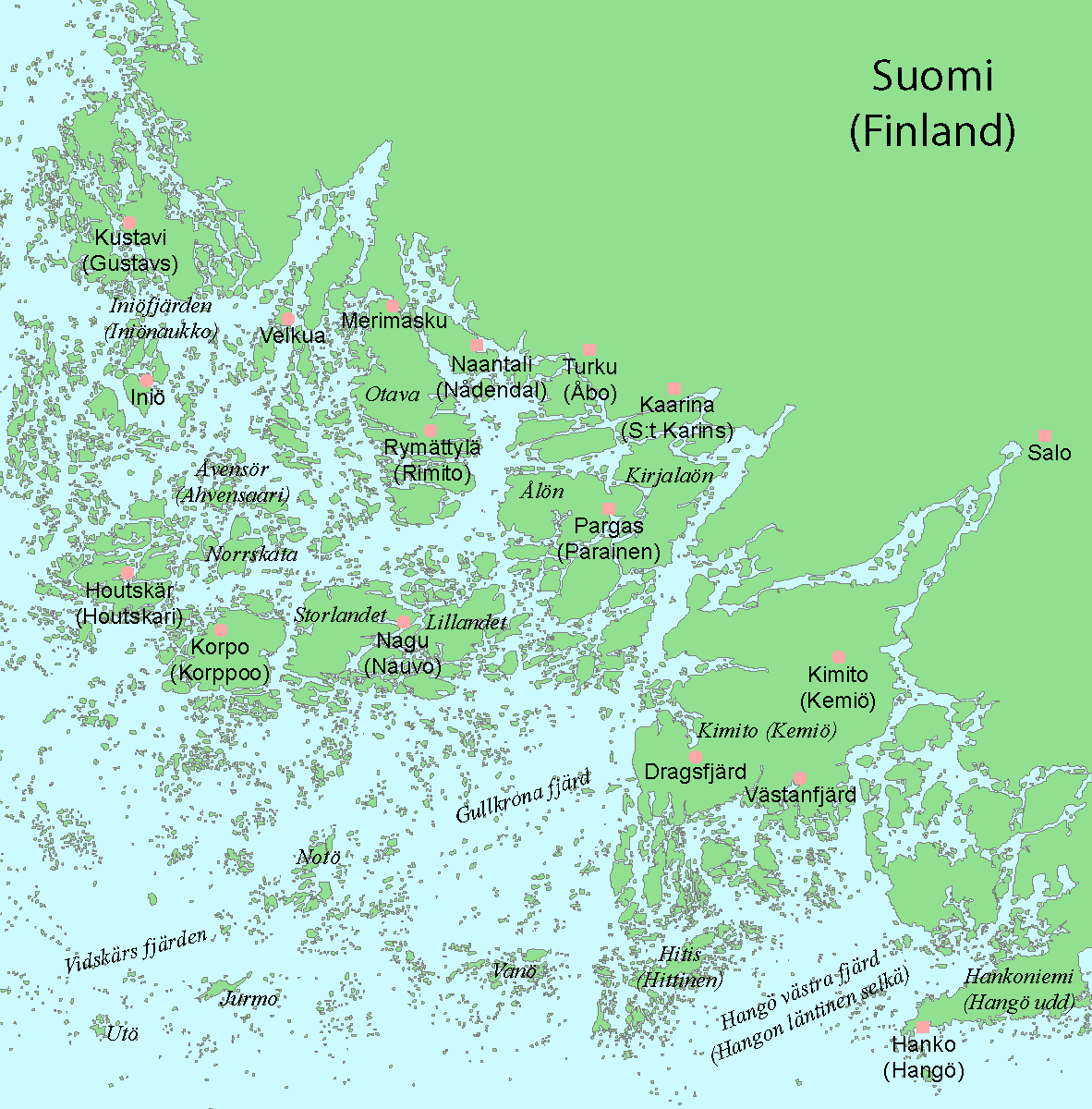
Extrem oriental del Mar de l'Arxipèlag: illes i ciutats majors de la costa continental

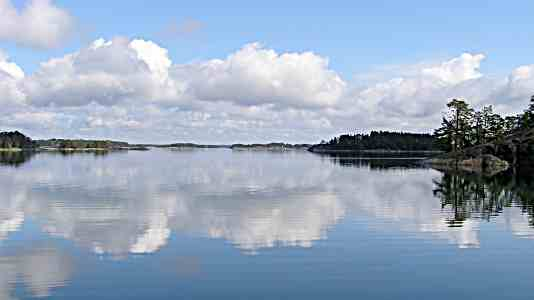
Hiittinen, a 25 km a l'oest de Hanko

Les illes es reparteixen entre la província de Finlàndia Occidental i la província autònoma d'Åland. La frontera entre les províncies es troba aproximadament a Kihti, una regió situada a mar obert. Juntament amb les illes properes a la costa de Suècia constitueix una Euroregió.

## Història
Les illes van començar a emergir del mar, llavors anomenat Mar Ioldia fa uns 10.000 anys. Les restes arqueològiques més antigues daten del 4000 aC i representen la cultura ceràmica Pit-Comb.
L'arxipèlag ocupa una posició estratègica, ja que està en l'accés a Estocolm, Turku i tot el Golf de Bòtnia. Per això va ser fortificat en temps de l'Imperi suec durant l'edat mitjana. Una ruta postal reial travessava les illes del nord en els segles xvi i xvii. El 1809 Suècia es va veure obligada a cedir les illes a Rússia i van passar a formar part del Gran Ducat de Finlàndia.
Durant la Guerra de Crimea una força anglo-francesa va atacar i destruir el castell de Bomarsund. Després de la derrota de Rússia, segons la Pau de París (1856), un dels compromisos unilaterals que va contreure Rússia va ser que les illes Åland fossin desmilitaritzades (Conveni d'Åland de 30 de març de 1856). La zona continua així fins avui dia.
Finlàndia va aconseguir la independència de Rússia el 1917. Poc després, els habitants de parla sueca de les illes Åland, a la part occidental de l'arxipèlag, van fer una crida a Suècia per tal que s'annexionés aquestes illes. La sol·licitud no va tenir gaire suport i va portar a la Crisi de les Åland. La Societat de Nacions fou cridada per resoldre la situació i el 1921 va resoldre concedir la sobirania de tot l'arxipèlag a Finlàndia, tot i les objeccions dels habitants d'Aland. Finlàndia va garantir una autonomia àmplia per aquest territori i mantenir la situació de desmilitarització de les illes, tal com apareix a l'estatut de 10 de juny de 1919.